# Населення Люксембургу
Населення Люксембургу. Чисельність населення країни 2015 року становила 570,3 тис. осіб (173-тє місце у світі). Чисельність люксембурзців стабільно збільшується, народжуваність 2015 року становила 11,37 ‰ (173-тє місце у світі), смертність — 7,24 ‰ (122-ге місце у світі), природний приріст — 2,13 % (44-те місце у світі) . 

## Природний рух

### Відтворення
Народжуваність у Люксембурзі, станом на 2015 рік, дорівнює 11,37 ‰ (173-тє місце у світі). Коефіцієнт потенційної народжуваності 2015 року становив 1,61 дитини на одну жінку (178-ме місце у світі). Середній вік матері при народженні першої дитини становив 30,2 року (оцінка на 2012 рік).
Смертність у Люксембурзі 2015 року становила 7,24 ‰ (122-ге місце у світі).
Природний приріст населення в країні 2015 року становив 2,13 % (44-те місце у світі).

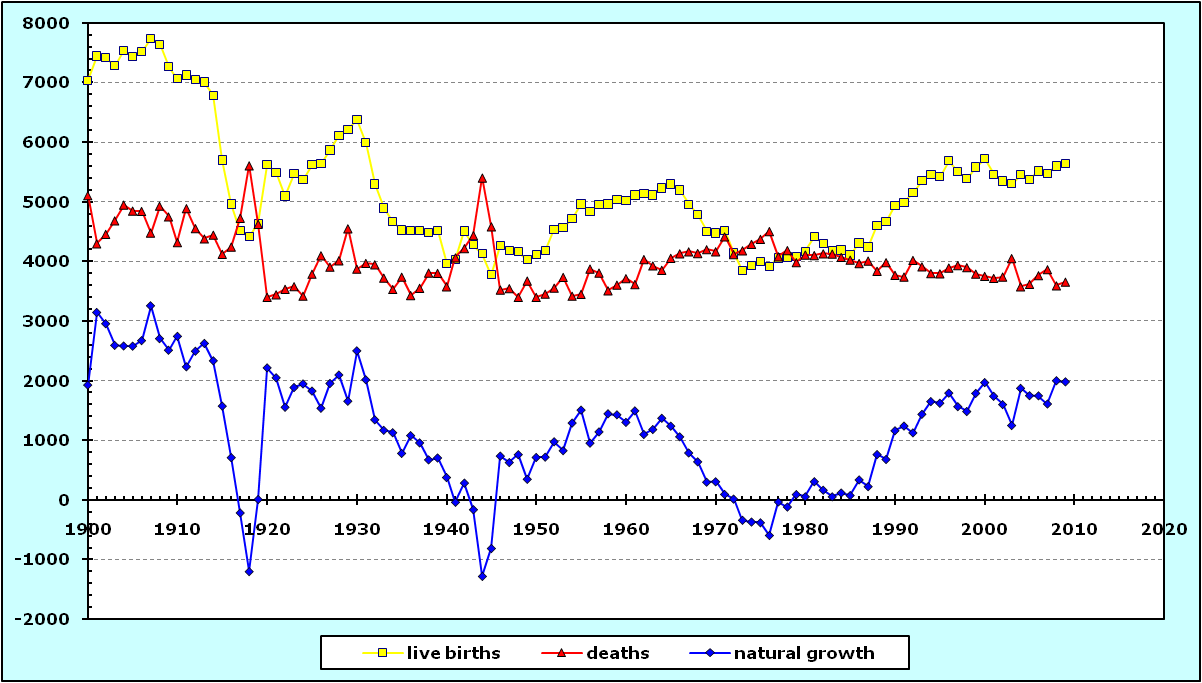
Тенденції народжуваності (жовтий), смертності (червоний) і природного приросту (блакитний) (англ.)

### Вікова структура

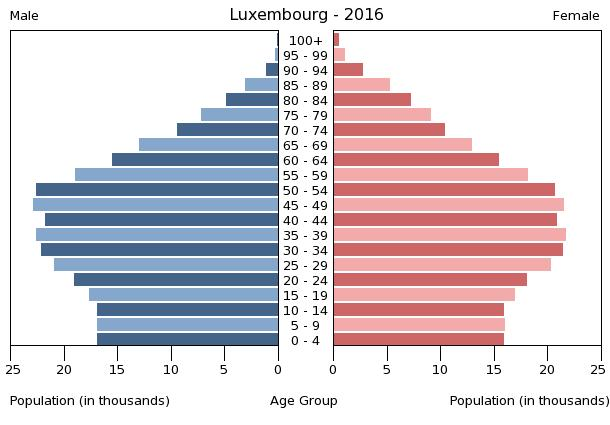
Віково-статева піраміда населення Люксембургу, 2016 рік

Середній вік населення Люксембургу становить 39,2 року (52-ге місце у світі): для чоловіків — 38,6, для жінок — 39,9 року. Очікувана середня тривалість життя 2015 року становила 82,17 року (12-те місце у світі), для чоловіків — 79,73 року, для жінок — 84,76 року.
Вікова структура населення Люксембургу, станом на 2015 рік, виглядає таким чином:
- діти віком до 14 років — 16,93 % (49 677 чоловіків, 46 886 жінок);
- молодь віком 15—24 роки — 12,28 % (35 983 чоловіки, 34 061 жінка);
- дорослі віком 25—54 роки — 44,37 % (129 660 чоловіків, 123 355 жінок);
- особи передпохилого віку (55—64 роки) — 11,51 % (33 280 чоловіків, 32 351 жінка);
- особи похилого віку (65 років і старіші) — 14,91 % (37 460 чоловіків, 47 538 жінок)[1].

### Шлюбність— розлучуваність
Коефіцієнт шлюбності, тобто кількість шлюбів на 1 тис. осіб за календарний рік, дорівнює 3,5; коефіцієнт розлучуваності — 2,1; індекс розлучуваності, тобто відношення шлюбів до розлучень за календарний рік — 60 (дані за 2010 рік). Середній вік, коли чоловіки беруть перший шлюб, дорівнює 33 роки, жінки — 30,9 року, загалом — 32 роки (дані за 2014 рік).

## Розселення
Густота населення країни 2015 року становила 219,0 особи/км² (62-ге місце у світі). Більша частина населення країни проживає на півдні, вздовж французького кордону.

### Урбанізація
Люксембург надзвичайно урбанізована країна. Рівень урбанізованості становить 90,2 % населення країни (станом на 2015 рік), темпи зростання частки міського населення — 1,71 % (оцінка тренду за 2010—2015 роки).
Головні міста держави: Люксембург (столиця) — 107,0 тис. осіб (дані за 2014 рік); Еш-сюр-Альзетт — 28,7 тис. осіб; Дюделанж — 18,4 тис. осіб.

### Міграції

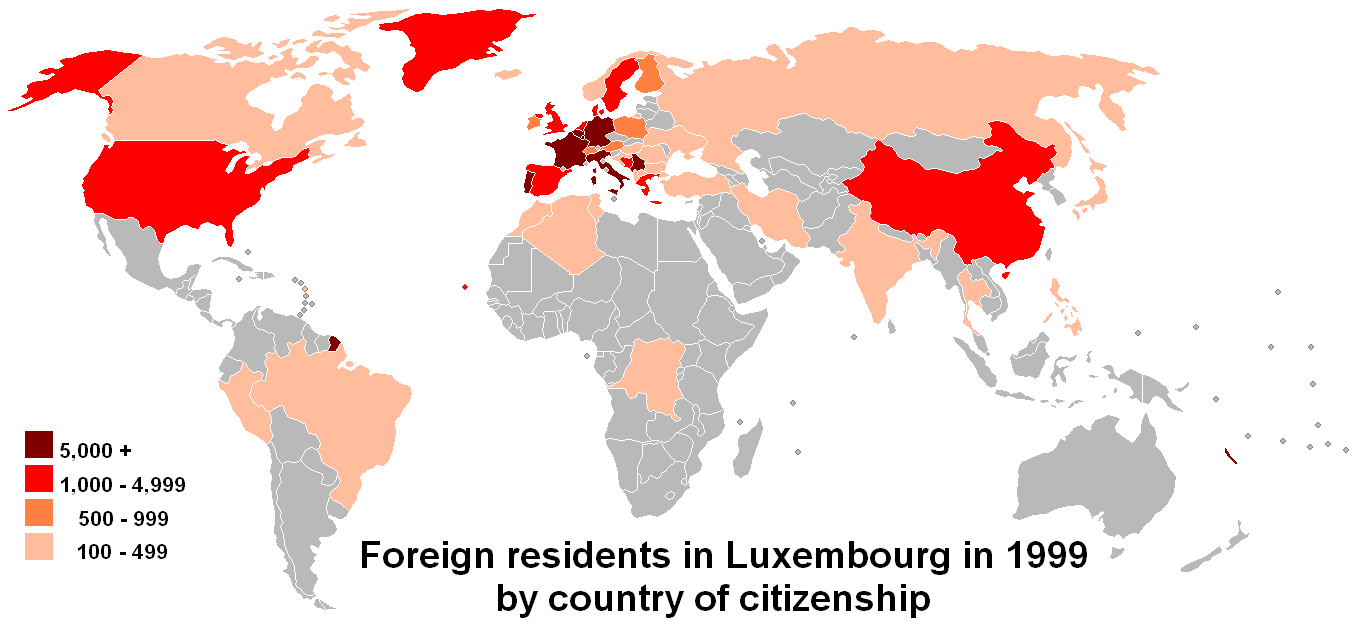
Країни походження мігрантів до Люксембургу

Річний рівень імміграції 2015 року становив 17,16 ‰ (3-тє місце у світі). Цей показник не враховує різниці між законними і незаконними мігрантами, між біженцями, трудовими мігрантами та іншими. Число іноземних громадян, які постійно проживають в Люксембурзі, в даний час налічує 170 700, що відповідає 38 % загальної чисельності населення (порівняно з 17 % 1960 року). Ці іммігранти переважко є громадянами країн ЄС (на них припадає понад 90 %), на сьогодні більшість з них приїхали з Португалії, Італії та сусідніх Франції та Бельгії. Більш детальна розбивка за національністю показує, що найчисельнішою імігрантською громадою залишається португальська, кожен третій іноземець в Люксембурзі є португальцем. Чисельність італійських імігрантів є стабільною протягом останніх десяти років і становить 20 000 осіб. Ще 47 тис. іноземців приїхали з сусідніх країн (Франції, Бельгії і Німеччини).

#### Біженці й вимушені переселенці
У країні мешкає 82 особи без громадянства. Спостерігається значне збільшення числа іммігрантів та осіб, які шукають притулку з країн Східної Європи, і особливо нових республік, що виникли на території колишньої Югославії (Боснія і Герцеговина, Сербія і Чорногорія). Серед цих іммігрантів значною є частка молодих людей. Іммігранти (особливо особи, які шукають притулок) справляють сильний вплив на рівень народжуваності, на них припадає майже 50 % пологів у Люксембурзі.
Люксембург є членом Міжнародної організації з міграції (IOM).

## Расово-етнічний склад
| Етнічний склад (2015 рік) | Етнічний склад (2015 рік) | Етнічний склад (2015 рік) | Етнічний склад (2015 рік) | Етнічний склад (2015 рік) |
| ------------------------- | ------------------------- | ------------------------- | ------------------------- | ------------------------- |
| Етнос:                    |                           |                           | Відсоток:                 |                           |
| люксембуржці              | люксембуржці              |                           | 54.1%                     | 54.1%                     |
| португальці               | португальці               |                           | 16.4%                     | 16.4%                     |
| французи                  | французи                  |                           | 7%                        | 7%                        |
| італійці                  | італійці                  |                           | 3.5%                      | 3.5%                      |
| бельгійці                 | бельгійці                 |                           | 3.3%                      | 3.3%                      |
| німці                     | німці                     |                           | 2.3%                      | 2.3%                      |
| британці                  | британці                  |                           | 1.1%                      | 1.1%                      |
| інші                      | інші                      |                           | 12.3%                     | 12.3%                     |

Головні етноси країни: люксембуржці — 54,1 %, португальці — 16,4 %, французи — 7 %, італійці — 3,5 %, бельгійці — 3,3 %, німці — 2,3 %, британці — 1,1 %, інші — 12,3 % населення (оціночні дані за 2015 рік).

## Мови
| Мови Люксембургу (2012 рік) | Мови Люксембургу (2012 рік) | Мови Люксембургу (2012 рік) | Мови Люксембургу (2012 рік) | Мови Люксембургу (2012 рік) |
| --------------------------- | --------------------------- | --------------------------- | --------------------------- | --------------------------- |
| Мова:                       |                             |                             | Відсоток:                   |                             |
| люксембурзька               | люксембурзька               |                             | 88.8%                       | 88.8%                       |
| французька                  | французька                  |                             | 4.2%                        | 4.2%                        |
| німецька                    | німецька                    |                             | 1.1%                        | 1.1%                        |
| португальська               | португальська               |                             | 2.3%                        | 2.3%                        |
| інші                        | інші                        |                             | 3.5%                        | 3.5%                        |

Офіційні мови: люксембурзька — розмовляє 88,8 % населення країни, французька — 4,2 %, німецька — 1,1 %. Інші поширені мови: португальська — 2,3 %, інші — 3,5 % (дані на 2011 рік). Люксембург, як член Ради Європи, 5 листопада 1992 року підписав і ратифікував 18 листопада 1997 року Європейську хартію регіональних мов (вступила в дію 1 жовтня 2005 року). Регіональні мови не визначені, оскільки в державі не проживає жодної етнічної меншості.

## Релігії
| Релігії в Люксембурзі (2009 рік) | Релігії в Люксембурзі (2009 рік) | Релігії в Люксембурзі (2009 рік) | Релігії в Люксембурзі (2009 рік) | Релігії в Люксембурзі (2009 рік) |
| -------------------------------- | -------------------------------- | -------------------------------- | -------------------------------- | -------------------------------- |
| Віросповідання:                  |                                  |                                  | Відсоток:                        |                                  |
| католики                         | католики                         |                                  | 87%                              | 87%                              |
| інші                             | інші                             |                                  | 13%                              | 13%                              |

Головні релігії й вірування, які сповідує, і конфесії та церковні організації, до яких відносить себе населення країни: римо-католицтво — 87 %, інші (протестантизм, юдаїзм, іслам) — 13 % (станом на 2001 рік).

## Освіта
Рівень письменності 2015 року становив 99 % дорослого населення (віком від 15 років): 99 % — серед чоловіків, 99 % — серед жінок. (118-те місце у світі). Середня тривалість освіти становить 14 років, для хлопців — до 14 років, для дівчат — до 14 років (станом на 2012 рік).

## Охорона здоров'я
Забезпеченість лікарями у країні на рівні 2,9 лікаря на 1000 мешканців (станом на 2013 рік). Забезпеченість лікарняними ліжками в стаціонарах — 5,4 ліжка на 1000 мешканців (станом на 2010 рік). Загальні витрати на охорону здоров'я 2014 року становили 6,6 % ВВП країни (82-ге місце у світі).
Смертність немовлят до 1 року, станом на 2015 рік, становила 3,46 ‰ (205-те місце у світі); хлопчиків — 3,84 ‰, дівчаток — 3,05 ‰. Рівень материнської смертності 2015 року становив 10 випадків на 100 тис. народжень (141-ше місце у світі).
Люксембург входить до складу ряду міжнародних організацій: Міжнародного руху (ICRM) і Міжнародної федерації товариств Червоного Хреста і Червоного Півмісяця (IFRCS), Дитячого фонду ООН (UNISEF), Всесвітньої організації охорони здоров'я (WHO).

### Захворювання
Кількість хворих на СНІД невідома, дані про відсоток інфікованого населення в репродуктивному віці 15—49 років відсутні. Дані про кількість смертей від цієї хвороби за 2014 рік відсутні.
Частка дорослого населення з високим індексом маси тіла 2014 року становила 24,8 % (50-те місце у світі).

### Санітарія
Доступ до облаштованих джерел питної води 2015 року мало 100 % населення в містах і 100 % в сільській місцевості; загалом 100 % населення країни. Відсоток забезпеченості населення доступом до облаштованого водовідведення (каналізація, септик): у містах — 97,5 %, в сільській місцевості — 98,5 %, загалом по країні — 97,6 % (станом на 2015 рік). Споживання прісної води, станом на 2010 рік, дорівнює 0,06 км³ на рік, або 135,9 тонни на одного мешканця на рік: з яких 65 % припадає на побутові, 33 % — на промислові, 1 % — на сільськогосподарські потреби.

## Соціально-економічне становище
Співвідношення осіб, що в економічному плані залежать від інших, до осіб працездатного віку (15—64 роки) загалом становить 43,7 % (станом на 2015 рік): частка дітей — 23,6 %; частка осіб похилого віку — 20,1 %, або 5 потенційно працездатних на 1 пенсіонера. Загалом ці показники характеризують рівень потреби державної допомоги в секторах освіти, охорони здоров'я і пенсійного забезпечення, відповідно. Дані про відсоток населення країни, що перебуває за межею бідності відсутні. Розподіл доходів домогосподарств у країні виглядає таким чином: нижній дециль — 3,5 %, верхній дециль — 23,8 % (станом на 2000 рік).
Станом на 2016 рік, уся країна була електрифікована, усе населення країни мало доступ до електромереж. Рівень проникнення інтернет-технологій надзвичайно високий. Станом на липень 2015 року в країні налічувалось 555 тис. унікальних інтернет-користувачів (130-те місце у світі), що становило 97,3 % загальної кількості населення країни.

### Трудові ресурси
Загальні трудові ресурси 2015 року становили 265,8 тис. осіб, додатково щоденно до країни в'їздить 150 тис. працівників з Франції, Німеччини й Бельгії (165-те місце у світі). Зайнятість економічно активного населення у господарстві країни розподіляється таким чином: аграрне, лісове і рибне господарства — 1,1 %; промисловість і будівництво — 20 %; сфера послуг — 78,9 % (станом на 2013 рік). Безробіття 2015 року дорівнювало 6,9 % працездатного населення, 2014 року — 7,1 % (83-тє місце у світі); серед молоді у віці 15—24 років ця частка становила 22,6 %, серед юнаків — 26,1 %, серед дівчат — 18,1 % (59-те місце у світі).

## Кримінал

### Торгівля людьми
Згідно зі щорічною доповіддю про торгівлю людьми (англ. Trafficking in Persons Report) Управління з моніторингу та боротьби з торгівлею людьми Державного департаменту США, уряд Люксембургу докладає усіх можливих зусиль у боротьбі з явищем примусової праці, сексуальної експлуатації, незаконною торгівлею внутрішніми органами, законодавство відповідає усім вимогам американського закону 2000 року щодо захисту жертв (англ. Trafficking Victims Protection Act’s), держава перебуває у списку першого рівня.

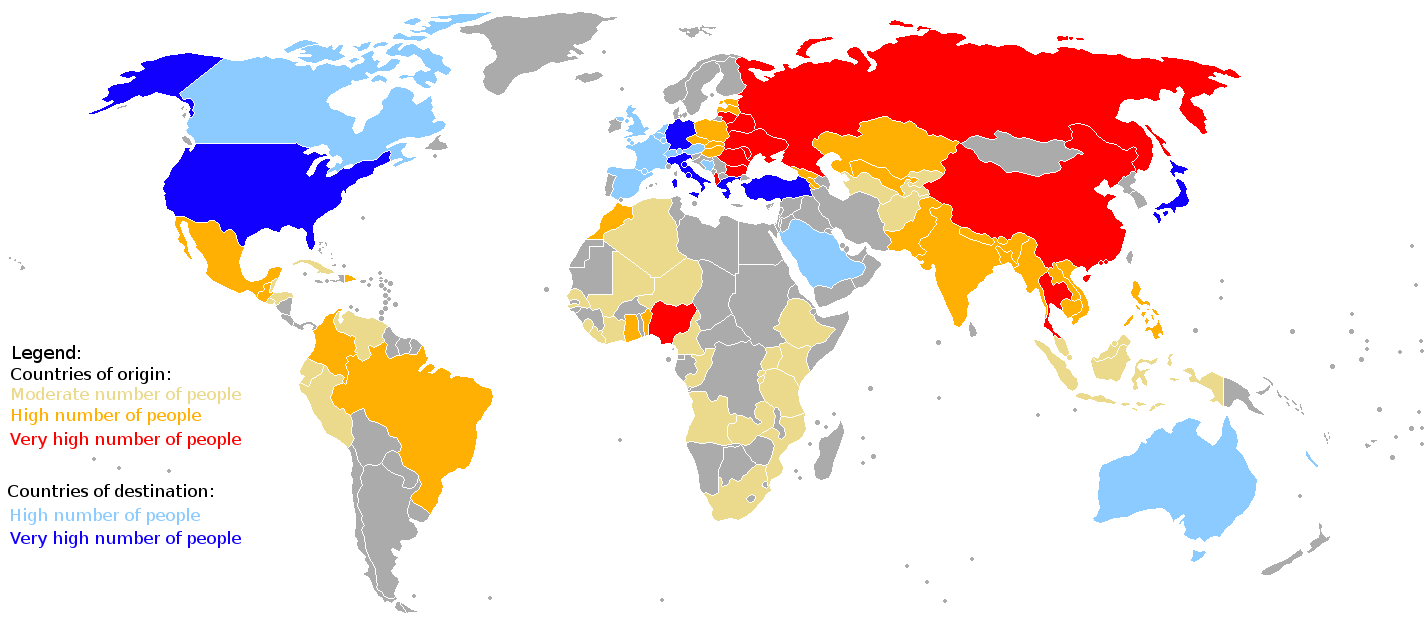
Країни-донори (червоний) і країни-реципієнти кримінальних потоків  (англ.)
Глобальна боротьба з торгівлею людьми (англ.)

## Гендерний стан
Статеве співвідношення (оцінка 2015 року):
- при народженні — 1,06 особи чоловічої статі на 1 особу жіночої;
- у віці до 14 років — 1,06 особи чоловічої статі на 1 особу жіночої;
- у віці 15—24 років — 1,06 особи чоловічої статі на 1 особу жіночої;
- у віці 25—54 років — 1,05 особи чоловічої статі на 1 особу жіночої;
- у віці 55—64 років — 1,03 особи чоловічої статі на 1 особу жіночої;
- у віці за 64 роки — 0,79 особи чоловічої статі на 1 особу жіночої;
- загалом — 1,01 особи чоловічої статі на 1 особу жіночої[1].

## Демографічні дослідження
Демографічні дослідження у країні ведуться рядом державних і наукових установ:
- Статистичне управління Люксембургу.

### Українською
- Атлас. 10—11 клас. Економічна і соціальна географія світу / упорядники :  О. Я. Скуратович, Н. І. Чанцева. — К. : ДНВП «Картографія», 2010. — ISBN 978-966-475-639-3.
- Атлас світу / голов. ред. І. С. Руденко ; зав. ред. В. В. Радченко ; відп. ред. О. В. Вакуленко. — К. : ДНВП «Картографія», 2005. — 336 с. — ISBN 9666315467.
- Безуглий В. В. Економічна і соціальна географія зарубіжних країн : Навчальний посібник. — К. : ВЦ «Академія», 2007. — 704 с. — ISBN 978-966-580-239-6.
- Безуглий В. В., Козинець С. В. Регіональна економічна і соціальна географія світу : Навчальний посібник. — видання 2-ге, доп., перероб. — К. : ВЦ «Академія», 2007. — 688 с. — ISBN 966-580-144-9.
- Гудзеляк І. І. Географія населення: Навчальний посібник / І. Гудзеляк. — Л. : Видавничий центр ЛНУ імені Івана Франка, 2008. — 232 с. — ISBN 978-966-613-599-8.
- Дахно І. І. Країни світу: Енциклопедичний довідник / І. І. Дахно, С. М. Тимофієв. — К. : Мапа, 2011. — 606 с. — (Бібліотека нового українця) — ISBN 978-966-8804-23-6.
- Дахно І. І. Економічна географія зарубіжних країн : навчальний посібник. — К. : Центр учбової літератури, 2014. — 319 с. — ISBN 978-611-01-0682-5.
- Джаман В. О. Регіональні системи розселення: демографічні аспекти. — Чернівці : Рута, 2003. — 392 с. — ISBN 9665685988.
- Дорошенко Л. С. Демографія: Навчальний посібник. — К. : МАУП, 2005. — 112 с. — ISBN 966-608-442-2.
- Дубович І. А. Країнознавчий словник-довідник. — 5-те вид., перероб. і доп. — К. : Знання, 2008. — 839 с. — ISBN 978-966-346-330-8.
- Економічна і соціальна географія країн світу. Навчальний посібник / За ред. Кузика С. П. — Л. : Світ, 2002. — 672 с. — ISBN 966-603-178-7.
- Загальна медична географія світу / В. О. Шевченко [та ін.] — К. : [б.в.], 1998. — 178 с.
- Крисаченко В. С. Динаміка населення: Популяційні, етнічні та глобальні виміри. — К. : Видавництво Національного інституту стратегічних досліджень, 2005. — 368 с. — ISBN 966-554-083-1.
- Любіцева О. О., Мезенцев К. В., Павлов С. В. Географія релігій. — К. : АртЕК, 1999. — 504 с. — ISBN 966-505-006-0.
- Масляк П. О. Країнознавство. — К. : Знання, 2007. — 292 с. — (Вища освіта XXI століття)
- Масляк П. О., Дахно І. І. Економічна і соціальна географія світу / П. О. Масляк, І. І. Дахно ; за ред. П. О. Масляка. — К. : Вежа, 2003. — 280 с. — ISBN 966-7091-53-8.

### Російською
- (рос.) Люксембург // Демографический энциклопедический словарь / главн. ред. Валентей Д. И. — М. : Советская энциклопедия, 1985. — 608 с.
- (рос.) Люксембург // Страны и народы. Зарубежная Европа. Западная Европа / Редкол. : В. П. Максаковский (отв. ред.) и др. — М. : «Мысль», 1979. — 381 с. — (Страны и народы) — 180 тис. прим.
- (рос.) Атлас народов мира / Отв. ред. С. И. Брук и В. С. Апенченко. — М. : ГУГК ГГК СССР и Институт этнографии им. Н. Н. Миклухо-Маклая АН СССР, 1964. — 185 с. — 20 тис. прим.
- (рос.) Численность и расселение народов мира. Этнографические очерки / под ред. С. И. Брука. — М. : Издательство АН СССР, 1962. — 487 с.
- (рос.) Лаппо Г. М. География городов: Учебное пособие для географических факультетов вузов. — М. : Туманит, изд. центр ВЛАДОС, 1997. — 476 с. — ISBN 5-691-00047-0.
- (рос.) Урланис Б. Ц. Рост населения в Европе (опыт исчисления). — М. : ОГИЗ-Госполитиздат, 1941. — 436 с.
- (рос.) Ягельский А. География населения. — М. : Прогресс, 1980. — 383 с.